# حارة عباس (البريقة)
حارة عباس هي إحدى حارات حي القاضي الواقع بمديرية البريقة التابعة لمحافظة عدن، وبلغ تعداد سكانها 2384 نسمة حسب تعداد اليمن لعام 2004.